# زفيرة (أميرة)
الأميرة زفيرة قيل إنها كانت زوجة السلطان سليم التومي، آخر أمراء مدينة الجزائر في القرن السادس عشر، قبل دخول العثمانيين في 1516.

### حسب المصادر الغربية
وفقًا لجاك فيليب لوجييه دو تاسي، قنصل فرنسا في الجزائر بين عامي 1717 و1718، في كتابه "تاريخ مملكة الجزائر" (1725)، تولى سليم منصب أمير الجزائر عام 1510 لمواجهة فرديناند الكاثوليكي. شهدت زفيرة استيلاء القرصان عروج بربروس على السلطة في سبتمبر 1516 بعد خيانته لسليم وقتله. سعى عروج للزواج من زفيرة، لكنها رفضته وفاءً لذكرى زوجها. وبعد محاولاته المتكررة وتهديده لها، واجهت زفيرة موقفًا مأساويًا أدى إلى انتحارها، حسب هذه الرواية.

### التشكيك في صحة القصة
شكك المؤرخون في صحة قصة زفيرة منذ القرن الثامن عشر، وتزايد الشك في القرن التاسع عشر بسبب عدم دقة جاك فيليب لوجييه دو تاسي، المصدر الرئيسي، الذي خلط بين الحقائق والمعلومات المغلوطة أو اختلق قصصًا غير موثقة. تُعد القصة غير موثقة تاريخيًا ويُنظر إليها كخيال أو مبالغات أدبية.
في الأدب و السنما
فلم الأخيرة
فيلم "الملكة الأخيرة"، الذي صدر عام 2021، يتناول قصة زفيرة، التي وردت في بعض الروايات التاريخية كزوجة لسليم التومي، أمير الجزائر في القرن السادس عشر. الفيلم، الذي عُرض في مهرجان البندقية السينمائي عام 2022، جسّدت شخصية زفيرة. أثار جدلا حول دقة الرواية التاريخية. نال الفيلم جوائز عدة في مهرجانات سينمائية عربية ودولية، منها مهرجان القاهرة السينمائي
مسرحية "الأسير" في الأدب الأمريكي
كتب جون برون مسرحية بعنوان "الأسير" (The Captive) تتعلق بشخصية زفيرة، عُرضت في فيلادلفيا، تعد هذه المسرحية جزءًا من الأعمال الأدبية الأمريكية المبكرة التي استلهمت قصص الأسر في شمال إفريقيا، وهي موضوعات شائعة في تلك الفترة.